# Wanda De Jesus
Wanda De Jesus est une actrice américaine, née le 26 août 1958 à Manhattan (New York).

## Biographie
D'origine hispanique, Wanda De Jesús commence sa carrière sur les planches. Elle s'est ainsi produite au Mark Taper Forum de Los Angeles, à l'Ahmanson Theatre, au Village Performing Theatre de New York, au New York Shakespeare Festival et à Broadway dans Cuba and His Teddy Bear, dont elle partageait l'affiche avec Robert De Niro.
Avant d'apparaître sur le grand écran, elle a d'abord participé à des séries télévisées comme Pursuit of Happiness, Mariah ou encore Another World. Elle atterrit ensuite dans le téléfilm Lucky/Chances, avant d'obtenir un petit rôle récurrent dans la série Santa Barbara.
Au cinéma, c'est dans le polar de Richard Benjamin Deux Flics à Downtown qu'elle débute, aux côtés d'Anthony Edwards et de Forest Whitaker, juste avant d'apparaître dans la suite des aventures de RoboCop 2, en 1990. Mais les propositions de films se font malgré tout encore rares, et c'est à la télé que Wanda De Jesús continue sa carrière, en participant entre autres au téléfilm Fatal Friendship. En 1994, elle revient sur grand écran avec The Glass Shield de Charles Burnett, thriller sur fond de tensions raciales au cœur même de la police, puis l'année suivante dans la petite comédie Captain Nuke and the Bomber Boys. Elle continue de tourner en guest star dans des séries aussi diverses que La Loi de Los Angeles, Histoires de l'autre monde, Matlock, SeaQuest, police des mers, Babylon 5, Les Anges du bonheur, Diagnostic : Meurtre, Nash Bridges, New York Police Blues, ou encore Profiler. En 1997, c'est dans le téléfilm Gold Coast qu'on peut la voir, puis dans des rôles plus ou moins importants sur grand écran. Ainsi elle participe au film de Michael Mann Révélations, où Russell Crowe endosse le rôle de Jeffrey Wigand, ex-cadre de l'industrie du tabac qui part en guerre contre celle-ci, puis dans Personne n'est parfait(e) de Joel Schumacher où Robert De Niro, en flic ultra-conservateur, se voit dans l'obligation de prendre des leçons de chant auprès d'une drag-queen voisine incarnée par Philip Seymour Hoffman. Que ce soit dans Ghosts of Mars de John Carpenter ou dans Once in the Life de et avec Laurence Fishburne, Wanda De Jesús peine à franchir la barre des quinze premiers noms au générique, alors que Clint Eastwood lui fait une proposition : tenir le premier rôle féminin de son dernier thriller, Créance de sang, où elle incarne la sœur d'une femme assassinée, dont le cœur a été transplanté dans la poitrine d'un agent du FBI en retraite, et à qui elle demande d'enquêter sur son assassinat.

## Filmographie

### Cinéma
- 1990 : Deux Flics à Downtown : Luisa Diaz
- 1990 : Poker d'amour à Las Vegas : Suzita
- 1990 : RoboCop 2 : Estevez
- 1994 : L'Insigne de la honte (The Glass Shield) : Carmen Munoz
- 1995 : Captain Nuke and the Bomber Boys : Leslie Moore
- 1999 : Personne n'est parfait(e) : Karen
- 1999 : Révélations : Geologist / FBI Woman
- 2000 : Once in the Life : Jackie
- 2001 : Ghosts of Mars de John Carpenter : Akooshay
- 2002 : Créance de sang (Blood Work) de Clint Eastwood : Graciella Rivers (en tant que Wanda De Jesús)
- 2007 : Illegal Tender : Millie
- 2009 : Les Anges noirs : Capitaine Diaz
- 2013 : Water & Power : Officer Siler

### Télévision

#### Séries télévisées
- 1964 : Another World : Gomez (1986)
- 1987 : La loi de Los Angeles : Inez Santiago
- 1987 : Mariah : Leda Cervantes
- 1988 : Histoires de l'autre monde : Telephone
- 1988 : Pursuit of Happiness : Mrs. Lopez
- 1990 : Lifestories : Dr. Duran
- 1990 : Matlock : Alana Leon
- 1990 : Singer & Sons : Mary Garza
- 1991 : Equal Justice : Suzanne Garner
- 1991-1992 : Santa Barbara : Santana Andrade
- 1992 : Guerres privées : Linda Rodriguez
- 1995 : Babylon 5 : Sarah
- 1995 : Live Shot : Liz Vega
- 1995 : SeaQuest, police des mers : Commander Pamela Lopez
- 1996 : Diagnostic: meurtre : Detective Emma Lopez
- 1996 : Les Anges du bonheur : Sue Cheney
- 1996 : New York Police Blues : Det. Martina Escobar
- 1996 : Profiler : Catherine Evers
- 1996 : Spider-Man : Dr. Sylvia Lopez
- 1997 : Brooklyn South : Detective Marina McConnell
- 1997 : Happily Ever After: Fairy Tales for Every Child : Xochitl
- 1997 : Nash Bridges : Agent Janet Reynolds
- 1998 : Ultime recours : District Attorney Rosalie Hanson
- 1999 : Promised Land : Nina Charles
- 2000 : Pensacola : Ali
- 2001 : The Test : Elle-même - Panelist
- 2002 : First Monday : Lawyer
- 2002 : Les voleurs : Katrina Epstein
- 2002-2003 : Les experts: Miami : Detective Adell Sevilla
- 2007 : Up Close with Carrie Keagan : Elle-même
- 2010 : La force du destin : Iris Blanco/Iris
- 2010 : Los Angeles, police judiciaire : Lieutenant Arleen Gonzalez
- 2012 : Sons of Anarchy : Carla
- 2013 : Blue : Cynthia

#### Téléfilms
- 1989 : Angoisse sur la ville
- 1991 : Fatal Friendship : Darlene
- 1997 : Gold Coast : Vivian Onzola
- 2002 : Almost a Woman : Mami
- 2005 : Detective : Sanchez
- 2010 : Hot Tamales Live Kiki Melendez Presents : Elle-même - Audience Member (non crédité)
- 2015 : La lettre oubliée : Edith